# Ред и закон: Одељење за специјалне жртве (17. сезона)
Седамнаеста сезона серије Ред и закон: Одељење за специјалне жртве је премијерно емитована на каналу НБЦ од 23. септембра 2015. године до 25. маја 2016. године и броји 23 епизоде.

## Продукција
Ред и закон: Одељење за специјалне жртве је обновљен за седамнаесту сезону 5. фебруара 2015. од стране НБЦ-а. Мариска Харгитеј (Оливија Бенсон) је обновила уговор за 17. сезону као и Ајс Ти (детектив Фин Тутуола). У марту 2015. објављено је да ће седамнаеста сезона бити посљедња сезона директора серије и извршног продуцента Ворена Лајта: Лајт је потписао трогодишњи уговор са "Sony Pictures Television" који му је омогућио да ради на ОСЖ-у још у овој сезони. Снимање седамнаесте сезоне почело је крајем маја 2015. снимањем дводелног почетка сезоне након чега су глумци и екипа узели паузу и наставили са снимањем 21. августа 2015. Извршни продуцент Лајт је преко Твитера поделио да ће глумица Мариска Харгитеј режирати и ове сезоне, твитујући: „Наравно да ће Мариска поново режирати ове године. После 17 сезона, она је у својој класи.“ Харгитејева је на крају режирала две епизоде: „Неспоразум“ и „Заштићени изопштеници“.

### Приче и промене у глумачкој постави
На крају шеснаесте сезоне је објављено да ће глумац Дени Пино (који је тумачио детектива Ника Амара) напустити главну поставу. Међутим, продуценти нису убили његовог лика већ су оставили отворену могућност повратка. Лајт је за Холивудски извештач о одласку ликова рекао: „Покушавам да оставим та врата отворена. Волео бих да могу да вратим [Пина] назад. У овом тренутку, зависи од тога где је и шта ради и каква је прича потребе. То је једна од предности неубијања лика који вам се свиђа." Ворен Лајт је рекао за ТВ Водич: "Тема седамнаесте сезоне била би усредсређена на промене и прелазе док је прошла сезона (шеснаеста) била усредсређена на породицу. Требало би да ово буде година у којој где год сви почну на почетку [сезоне], не завршавају." Лајт је додао да ће више развоја ликова бити у припреми за ПОТ Барбу Раула Еспарзе и детектива Карисија Питера Сканавина, а и за Бенсонову (Харгитејева) која је унапређена у поручницу.
Глумици Кели Гидиш (детективка Аманда Ролинс), која се први пут породила у октобру 2015. године, је за лик уведена прича о трудноћи. У премијерној епизоди, Ролинсова сазнаје да је трудна и саопштава Карисију и Бенсонвој вести, међутим она такође говори својим сарадницима да Амаро није отац. У петој епизоди, „Полиција у заједници“, открива се да је поручник Деклан Марфи (Донал Лог) отац Ролинсине бебе. Она рађа здраву девојчицу после догађаја из девете епизоде, „Мерило изопачености“. Дана 28. априла 2015. године саопштено је да су продуценти ОСЖ-а планирали "трансродну епизоду" за ову сезону, "извлачећи из наслова" недавну објављену операцију Кејтлин Џенер. Ворен Лајт је рекао за Различитост: „Свет наставља да се развија и постоји много мрачних области које треба да погледамо... део мог изазова и изазов за све овде је да га задржимо свежим и да не дозволимо да се жљеб претвори у колотечину, а то се може десити било којој серији у било које време ... сви овде су заиста уложили у то да серија буде свежа и да се одржава. Ми гледамо на свакогодишње напредовање као на место да докажемо да још увек заслужујемо да будемо овде." Епизода, „Трансродни мост“ емитована је 30. септембра.
На летњој новинарској турнеји Удружења телевизијских критичара 2015. године, творац франшиза "Ред и закон" и "Чикаго" Дик Волф најавио је да ће бити укрштања између ОСЖ-а и три Чикаго серије (Пламен, СУП и Здравство) као и да је најавио жељу њега и других продуцената за оживљавањем изворне серије Ред и закон. Међутим, у децембру 2015. године, директор серије серије Чикашки СУП Мет Олмстед открио је да не постоје планови за укрштање са четири серије и да ће то бити урађено само ако произвођачи пронађу прави начин да то ураде. Уместо тога, у фебруару 2016. године емитована је унакрсна епизода ОСЖ-а и СУП-а.

## Улоге

### Главне
- Мариска Харгитеј као Оливија Бенсон
- Кели Гидиш као Аманда Ролинс
- Ајс Ти као Фин Тутуола
- Питер Сканавино као Доминик Кариси мл.
- Раул Еспарза као ПОТ Рафаел Барба

### Епизодне
- Ричард Белзер као Џон Манч (Епизода 20)
- Б. Д. Вонг као др. Џорџ Хуанг (Епизода 9)
- Тамара Тјуни као др. Мелинда Ворнер (Епизоде 1-2, 8)

## Епизоде
| Бр. у серији | Бр. у сезони | Наслов                           | Редитељ           | Сценариста | Премијерно емитовање | Прод. код | Гледаоци у САД-у (милиони) |
| --- | ------------ | -------------------------------- | ----------------- | --- | -------------------- | --------- | -------------------------- |
| 367 | 1            | "Ђавољи прилог (1. део)"         | Џин де Сегонзек   | Синопсис: Ворен Лајт и Џули Мартин Сценарио: Кевин Фокс                                                            | 23. септембар 2015.  | 1701      | 8.27                       |
| ОСЖ се враћа на плажу где је низни убица Грегори Јејтс закопао своје жртве када је на обалу испливало још једно тело. Детективка Ролинс посећује Јејтса у затвору да би извукла признање, али он уместо тога даје податке који воде екипу до другог осумњиченог (специјалиста судске медицине др. Карл Радник који је извршио обдукцију) што је довело до тога да се ПОТ Барба позабави могућношћу да Јејтс уложи жалбу на његову осуду на суду. |              |                                  |                   | |                      |           |                            |
| 368 | 2            | "Злочиначка патологија (2. део)" | Алеккс Чепл       | Синопсис: Џули Мартин и Ворен Лајт Сценарио: Кевин Фокс                                                            | 23. септембар 2015.  | 1702      | 8.27                       |
| Екипа ОСЖ-а одлучила је да спроведе секундарну истрагу о Јејтсовим убиствима када је откривено раскомадано тело његове веренице на обали. Трагови затим воде до заменика специјалисте судске медицине Карла Радника који није успео да открије своју прошлу повезаност са Јејтсом. Након што је наредница Бенсон ухапсила др. Радника, Барба притиска екипу ОСЖ-а да прикупи што више доказа против њега како би осигурао осуду. С обзиром да предстоји суђење, Радник је ангажовао двоје бранилаца да се сукобе са Барбом на суду. У међувремену, Ролинсова открива да је трудна. |              |                                  |                   | |                      |           |                            |
| 369 | 3            | "Трансродна млада"               | Артур В. Форни    | Синопсис: Џил Ебинати и Селин К. Робинсон Сценарио: Џули Мартин и Ворен Лајт                                       | 30. септембар 2015.  | 1703      | 6.69                       |
| Трансродна пубертетлијка Ејвери је послата у болницу због повреда нанетих када су је три момка малтретирала, а затим је гурнули са пешачког моста. Иако Ејвери опрашта момцима, немилосрдни ПОТ Кенет О’Двајер извлачи случај са породичног суда и одлучује да суди једном од преступника као одраслом. Детектив Тутуола и екипа ОСЖ-а су у сукобу око тога да ли злочин одговара оптужбама док се баве деликатношћу укључених породица. |              |                                  |                   | |                      |           |                            |
| 370 | 4            | "Установна грешка"               | Марта Мичел       | Синопсис: Џули Мартин и Брајана Јелен Сценарио: Саманта Корбин-Милер                                               | 7. октобар 2015.     | 1704      | 7.00                       |
| Када је дете пронађено како само лута улицама, Бенсонова и екипа ОСЖ-а траже мајку која га је занемарила, али у истој кући проналазе још једно дете у опасности. Када је Бенсонова испитала службеника за социјални рад, открили су да месецима није посетио породичну кућу што је довело до тога да Бенсонова натера Барбу да кривично гони надзорницу службеника за социјални рад због кривотворења документације. Када је једно дете умрло, Бенсонова и Барба интензивирају свој случај против службе за социјални рад што наилази на отпор заменика начелника Додса и СУП-а. У међувремену, Додс најављује Бенсонино унапређење у поручницу и његов избор за њеног новог наредника: његовог сина Мајка.                                                                                          |              |                                  |                   | |                      |           |                            |
| 371 | 5            | "Полиција заједнице"             | Џин де Сегонзек   | Синопсис: Ворен Лајт и А. Зел Вилијамс Сценарио: Кевин Фокс                                                        | 14. октобар 2015.    | 1705      | 6.20                       |
| Док ОСЖ трага осумњиченим за силовање, детективи из 27. испоставе пуцају и убијају ненаоружаног црнца. Унутрашња контрола истражује пуцњаву, али под жестоким притиском градоначелника и тужиоца, Барба износи случај великој пороти да подигне оптужницу против полицајаца. Док Бенсонова верује да су детективи радили по прописима, Барба се не слаже и ставља напету поделу између новопечене поручнице и ПОТ-а. |              |                                  |                   | |                      |           |                            |
| 372 | 6            | "Мајчински нагон"                | Мајкл Пресмен     | Синопсис Ворен Лајт и Џули Мартин Сценарио: Роберт Брукс Кохен                                                     | 21. октобар 2015.    | 1706      | 6.33                       |
| Док Ролинсовој мајка дарује бебу, ОСЖ је позван у хотел након што је њен колега флаутиста Антон силовао виолинисткињу. Човек се не сећа својих грешака и тврди да је био дрогиран и опљачкан од стране пословне пратње. Када је стигао безбедносна снимак, Ролинсова је видела да је њена одбегла сестра Ким украла Антонову флауту због чега је морала да уђе у траг својој сестри пре него што Бенсонова и Тутуола сазнају њену тајну. У међувремену, заменик начелника Додс представља свог сина Мајка као новог наредника ОСЖ-а. |              |                                  |                   | |                      |           |                            |
| 373 | 7            | "Наследан терет"                 | Марта Мичел       | Синопсис: Џил Ебинати и Селин К. Робинсон Сценарио: Ворен Лајт и Џули Мартин                                       | 4. новембар 2015.    | 1707      | 6.55                       |
| ОСЖ је принуђен да истражује трудну 13-годишњу Лејн Бејкер из познате ријалити породице са 10-оро деце. Након првобитног оклевања родитеља да пусте девојчицу да разговара са детективима, Лејн признаје да је породични сниматељ имао секс са њом. Међутим, сниматељ показује снимке који показују да Лејн штити свог брата Грејема који има вишеструке раније оптужбе за сексуално недолично понашање. Када је ОСЖ погледао породично стабло, Бенсонова и детектив Кариси схватају да постоје докази о заташкавању, не само унутар познате породице већ и у целој заједници малог града. У међувремену, Ролинсова има здравствених проблема у трудноћи и наређено јој је да мирује. |              |                                  |                   | |                      |           |                            |
| 374 | 8            | "Меланхолична потера"            | Мајкл Пресмен     | Синопсис: Ворен Лајт и Џули Мартин Сценарио: Брајана Јелен и Саманта Корбин-Милер                                  | 11. новембар 2015.   | 1708      | 7.76                       |
| Девојчица је нестала и ОСЖ је позван да пронађе 15-годишњакињу. Када је девојка пронађена мртва, наредник Додс почиње да се осећа преплављен случајем. Детективи добијају паузу када је др. Ворнер успела да добије делимично подударање ДНК, али се то убрзо претворило у главобољу за Бенсонову јер се подудара са мртвим човеком који је имао много деце са различитим женама. Док ОСЖ пролази кроз сложену породичну повест, Додс постаје одлучан да пронађе одговорног човека. |              |                                  |                   | |                      |           |                            |
| 375 | 9            | "Мерило изопачености"            | Марта Мичел       | Ед Зукерман | 18. новембар 2015.   | 1709      | 6.29                       |
| Три године након што га је Бенсонова ухапсила, Луис Хода одбија споразум о признању кривице по оптужбама за отмицу. Када су родитељи отетог дечака одбили да му дозволе да сведочи, Барба мора да суди Ходи по оптужби за убиство за отмицу из 1999. коју је такође водила Бенсонова. Бенсонина тактика испитивања је на удару критике и паметни бранилац ангажовао је бившег колегу из ОСЖ-а др. Хуанга да оспори Барбин ионако климав случај на суду. У међувремену, Ролинсовој почиње порођај, али се суочава са изузетним тешкоћама. |              |                                  |                   | |                      |           |                            |
| 376 | 10           | "Упецана професорка"             | Мајкл Словис      | Кевин Фокс | 6. јануар 2016.      | 1710      | 7.84                       |
| Професорка у средњој школи имала је секс са двоје својих ученика. Други ученик Зек Фостер прима СМС поруке, наводно од ње, да је дочека на железничкој станици и донесе свој пасош. Међутим, она се не појављује, а Зека је уместо тога отео његов тренер рвања који има повест злостављања својих спортиста. Зека одводе у колибу у Пенсилванији где га прати екипа ОСЖ-а. Када су Зекови родитељи одбили да му дозволе да сведочи на суду, ОСЖ се окреће другој жртви Нету Денехију који још увек живи у Њујорку. Нет такође одбија да сведочи, али одлази код тренера, решен да од њега добије признање. У међувремену, Ролинсова се прилагођава мајчинству са својом новом ћерком. |              |                                  |                   | |                      |           |                            |
| 377 | 11           | "Кућни догађај"                  | Ник Гомез         | Брајана Јелен | 13. јануар 2016.     | 1711      | 8.01                       |
| Када је Бенсонина дадиља изразила забринутост због друге мајке за коју чува бебу, Бенсонова сагледава ствар и током провале у кући постаје таокиња. Да би заштитила породицу и спасила свој живот, Бенсонова ради на томе да уђе у главе злочинаца док ОСЖ и новоунапређени капетан Бироа за унутрашњу контролу Ед Такер раде на стању које прети да прерасте споља да би спасили поручницу. |              |                                  |                   | |                      |           |                            |
| 378 | 12           | "Неспоразум"                     | Мариска Харгитеј  | Селин К. Робинсон                                                                                                  | 20. јануар 2016.     | 1712      | 6.91                       |
| Типичан случај силовања, како је речено, допада Бенсоновој пошто јој је Рита Калхун скренула пажњу на то. Пошто је ОСЖ сада уплетен у мутан случај, детективи морају да се пробијају кроз осећања двоје средњошколаца док родитељи покушавају да спасу будућност своје деце. Када је Барба изнео случај на суд, откривају се лажи које додатно отежавају његово кривично гоњење. |              |                                  |                   | |                      |           |                            |
| 379 | 13           | "Четрдесетједан сведок"          | Мајкл Пресмен     | Роберт Брукс Кохен                                                                                                 | 3. фебруар 2016.     | 1713      | 7.31                       |
| Када је пијана жена нападнута испред своје стамбене зграде, екипа ОСЖ-а истражује и открива да постоји више сведока који нису позвали помоћ. Док се жена труди да се сети шта јој се догодило, Бенсонова и Барба морају да се позабаве непоузданошћу тих сведока у откривању нападача. Случај долази до напретка када је Кариси успео да убеди скромног сведока да се појача и сведочи на суду. |              |                                  |                   | |                      |           |                            |
| 380 | 14           | "Потера широм земље"             | Алекс Чепл        | Ворен Лајт и Џули Мартин                                                                                           | 10. фебруар 2016.    | 1714      | 7.59                       |
| Бенсонова позива наредника чикашког СУП-а Војта пошто Грегори Јејтс ког су заједно ухапсили прошле године тврди да неки од неидентификованих остатака са плаже имају везе са Чикагом. Вој шаље детективе Линдзи и Досона у Њујорк да саслушају Јејтса. Међутим, када су се Бенсонова, Барба и Додс вратили у Зелени рај да се поново састану са Јејтсом, они откривају да је он побегао са цимером из затвора др. Карлом Радником што је изазвало огромну потеру. |              |                                  |                   | |                      |           |                            |
| 381 | 15           | "Успутне штете"                  | Роузмери Родригез | Саманта Корбин-Милер                                                                                               | 17. фебруар 2016.    | 1715      | 7.73                       |
| ОСЖ на тајном задатку хапси бившег првака у боксу за кога се сумњало да је имао секс са малолетницима. После хапшења боксер склапа договор са Барбом да одустане од педофила активних у дистрибуцији дечије порнографије на мрежи. Детективи проналазе адресу интернет-педофила, али када су открили да је човек високи полицијски званичник чија је супруга заступница која је раније радила са ОСЖ-ом на ранијим случајевима, Бенсонова мора опрезно да се носи са сада случајем високог профила. У међувремену, Додсу је отац понудио положај у заједничкој оперативној скупини за тероризам, али он одлучује да остане у ОСЖ-у, храбро идући против жеља заменика начелника. |              |                                  |                   | |                      |           |                            |
| 382 | 16           | "Жртве напада звезде"            | Мајкл Пресмен     | А. Зел Вилијамс | 24. фебруар 2016.    | 1716      | 6.47                       |
| Влогерка Кристи Крајер пријављује да ју је сексуално напао шанкер. Међутим, током истраге се открива да ју је напао и познати глумац Боби Д'Амико који има везе са њујоршком полицијом. Уз најмањи могући број доказа и мало поткрепљења исказа жртве, Барба одлучује да одустане од оптужби што је навело Ролинсову да оде на тајни задатак. Ролинсин тајни задатак даје веродостојност Кристиној тврдњи о силовању, али основана сумња долази у игру и појављују се тврдње да је ОСЖ ухапсио глумца. |              |                                  |                   | |                      |           |                            |
| 383 | 17           | "Пренос на Менхетну (1. део)"    | Алекс Чепл        | Синопсис: Џули Мартин и Ворен Лајт Сценарио: Кевин Фокс и Брендан Фини                                             | 2. март 2016.        | 1717      | 6.86                       |
| Кариси је послат у јавну кућу да заврши операцију хапшења, али када су извршена хапшења, открива се да и Одељење за пороке води операцију. Бенсонову притиска капетан Одељења за наркотике да одустане од случаја па се она обраћа Такеру из БУК-а да испита умешану полицију. Такер открива да је његов рођак, који је свештеник у месној католичкој цркви, познавао жртве, али пријатељска породична посета убрзо се претвара у сумњу. Када је Барба добио податке о случају од црквењака, он открива Бенсоновој да би Такер могао да прикрива злочине које су починили полицајци. Бенсонова неодлучно открива да је романтично повезана са Такером што је изазвало њено удаљење са дужности из ОСЖ-а.                                                                                             |              |                                  |                   | |                      |           |                            |
| 384 | 18           | "Безбожнички савез (2. део)"     | Џин де Сегонзек   | Синопсис: Ворен Лајт и Џули Мартин Сценарио: Кевин Фокс и Брендан Фини                                             | 23. март 2016.       | 1718      | 6.11                       |
| Пошто је Бенсонова удаљена из ОСЖ-а, детективи раде на откривању великог заташкавања у католичкој цркви. Када је њихов главни сведок злочина убијен, они морају да открију ко је у свештенству одговоран. Док се боре са траговима, откривено је да Такеров рођак има мрачну тајну која може помоћи Бенсоновој и Такеру да задрже посао, заједно са хапшењем умешаних злочинаца. |              |                                  |                   | |                      |           |                            |
| 385 | 19           | "Сабирни центар"                 | Мариска Харгитеј  | Ед Зукерман | 30. март 2016.       | 1719      | 6.07                       |
| Пошто је Кариси на тајном задатку у склоништу за бескућнике, у близини се дешава још једно силовање у недавном низу напада. Покушавајући да утврди да ли је неко од станара одговоран, Кариси се упушта у опасност са члановима склоништа и заједнице. Када је заговорник склоништа убијен, Бенсонова расправља о повлачењу Карисија, али су дошли до напретка захваљујући неким члановима склоништа. |              |                                  |                   | |                      |           |                            |
| 386 | 20           | "Модни злочини"                  | Марта Мичел       | Пенелопи Коекл и Џин Лори Хурст                                                                                    | 4. мај 2016.         | 1720      | 5.26                       |
| Амбициозна манекенка каже да ју је силовао познати фотограф чији асистент није ништа учинио да то спречи. Бивши наредник ОСЖ-а Џон Манч помаже екипи да испита претходне странке фотографа од којих многе признају да су биле под притиском да имају секс са њим, али одбијају да сведоче против њега јер би то могло да угрози њихове каријере. |              |                                  |                   | |                      |           |                            |
| 387 | 21           | "Напаствовање у ријалитију"      | Алекс Чепл        | Синопсис: Џули Мартин, Ворен Лајт, Брајана Јелен и Роберт Брукс Кохен Сценарио: Брајана Јелен и Роберт Брукс Кохен | 11. мај 2016.        | 1721      | 6.06                       |
| Учесница у емисији Срце бира тврди да је силована, а ОСЖ истражује. Када су испитали човека који је био у вези са жртвом, они откривају да је невин и да је злочин починио други човек у кући. Све време, извршни продуценти емисије крију доказе од полиције и окривљују свог продуцента. |              |                                  |                   | |                      |           |                            |
| 388 | 22           | "Укрштање живота (1. део)"       | Џонатан Старк     | Џули Мартин Ворен Лајт                                                                                             | 18. мај 2016.        | 1722      | 5.78                       |
| Тутуоли син Кен говори да бивша затвореница каже да ју је силовао затворски чувар из "Рајкерса" Гери Менсон који пориче оптужбе. Барба је натерао ОСЖ да тихо истражи ту тврдњу испитујући Менсона и друге полицајце о наводном ланцу трговине људима. Након што је Менсон ухапшен, а Барба добио оптужницу, ПОТ сматра да му је живот угрожен када је интервенисао синдикат затворских чувара. |              |                                  |                   | |                      |           |                            |
| 389 | 23           | "Искрени пут (2. део)"           | Алекс Чепл        | Ворен Лајт и Џули Мартин                                                                                           | 25. мај 2016.        | 1723      | 7.19                       |
| Супруга затворског чувара Менсона Лиса тражи Бенсонововој помоћ док планира да се разведе од свог мужа. Наредник Додс се добровољно јавља да прати Бенсонову до Мансониног домаћинства где се Лиса спремила да оде са својом децом. Када је Бенсонова изашла напоље да одведе децу до кола, Менсон је потегао пиштољ и узео Додса и Лису као таоце. Касније долази до борбе око пиштоља током које је испаљен метак Додсу у трбух. Иако је преживео операцију, Додс је доживео мождани удар док је био на Интензивној нези и умире пошто су му се у мозгу направили крвни угрушци. У међувремену, Барба тражи помоћ ОСЖ-а пошто се претње које прима настављају. Такер открива Бенсоновој да планира да пређе из БУК-а у Екипу за преговоре о таоцима, а Кариси одлаже своје планове да постане ПОТ. |              |                                  |                   | |                      |           |                            |